# Shrewsbury
Pour les articles homonymes, voir Shrewsbury (homonymie).
Shrewsbury [ ʃruːz.be.riː ou ʃroʊz.be.riː] est une ville britannique, située dans le Shropshire (Angleterre), aux abords du pays de Galles (son nom gallois est Amwythig).

## Géographie
Shrewsbury est située dans un méandre de la Severn, son centre-ville historique entourant une colline au sommet de laquelle trône le château de Shrewsbury.
Shrewsbury est située dans le comté du Shropshire, à la frontière du pays de Galles.

## Administration
Shrewsbury est la ville principale du comté de Shropshire et du district de Shrewsbury et Atcham (Shrewsbury and Atcham Borough).

## Histoire
Shrewsbury fut fondée, vers le Ve siècle, par les réfugiés romains, à proximité de la cité de Viroconium (Wroxeter).
Vers la fin du VIIIe siècle, les Saxons ont donné à la ville le nom de Scrobbesbyrig duquel provient l'actuel nom Shrewsbury. Elle portait le nom anglo-normand de Sciropesberie puis Salopesberie.

## Monuments
- Château de Shrewsbury, édifié peu après la conquête normande en 1074 par Roger de Montgomery et reconstruit au XIIIe siècle. Le château fut transformé en résidence par Thomas Telford, en 1787, pour Sir William Poultney, député de Shrewsbury.
- Abbaye de Shrewsbury fondée en 1083 par Roger de Montgomery. La tour du XIVe siècle comporte une statue d'Édouard III, sous le règne duquel elle fut construite.
- Rowley's House Museum, situé sur Barker Street.
- Maison Abbott (vers 1500), située sur Butcher Row.
- La cathédrale, catholique romaine, siège du  Diocèse de Shrewsbury.

## Activités
- Le festival de Darwin

Le festival a été fondé en 2003. Chaque année, Shrewsbury attire de nombreux visiteurs pour célébrer Charles Darwin pendant quatre semaines. Le festival compte lectures, ateliers et différents événements artistiques.
- Floralies de Shrewsbury (Shrewsbury Flower Show)

Le festival des fleurs de Shrewsbury ouvre ses portes aux visiteurs chaque août, pour une durée de deux jours, dans le parc Quary depuis plus d'un siècle. En effet, le premier festival a eu lieu en juillet 1875 au Parc Quarry. Le festival a connu plus de 75 000 visiteurs pour l'année 2009 et a été reconnu comme le plus long spectacle horticole par Guiness World records.

## Personnalités liées à la ville
- John Gwynn, architecte (1713-1786), également mort à Shrewsbury ;
- Robert Clive, dit Clive of India (1725-1774), premier baron Clive, général et homme politique, principal artisan de la conquête des Indes par les Britanniques ;
- Charles Darwin (1809-1882), naturaliste, zoologiste et géologue britannique, père de la théorie de la sélection naturelle (1859) ;
- Elizabeth Prout (1820-1864), dite Mère Marie Joseph de Jésus, religieuse catholique anglaise ;
- Dalian Atkinson (1968-2016), footballeur britannique ;
- Joe Hart (1987-), footballeur britannique.
- Suzanne Evans (née en 1965), femme politique britannique
- Eddie Ayres (1967-), animateur de radio australo-britannique et professeur de musique, y a grandi.

## Dans la fiction
Shrewsbury est le cadre principal de la série Frère Cadfael écrite par Ellis Peters.
La ville est évoquée à plusieurs reprises dans le roman La Punition qu'elle mérite d'Elizabeth George (2018).

## Photographies
L'abbaye n'existe plus et qu'il n'en reste que l'église. Six mois ont été nécessaires à la reconstitution de l'abbaye et de la ville de Shrewsbury en Hongrie, près de Budapest, où la série a été tournée.

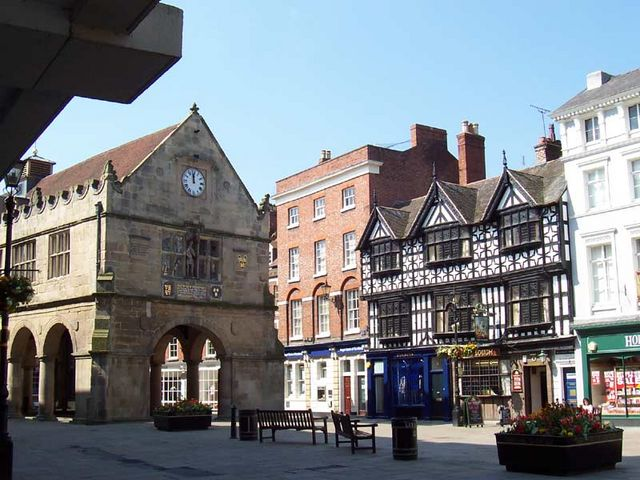
La halle du vieux marché.
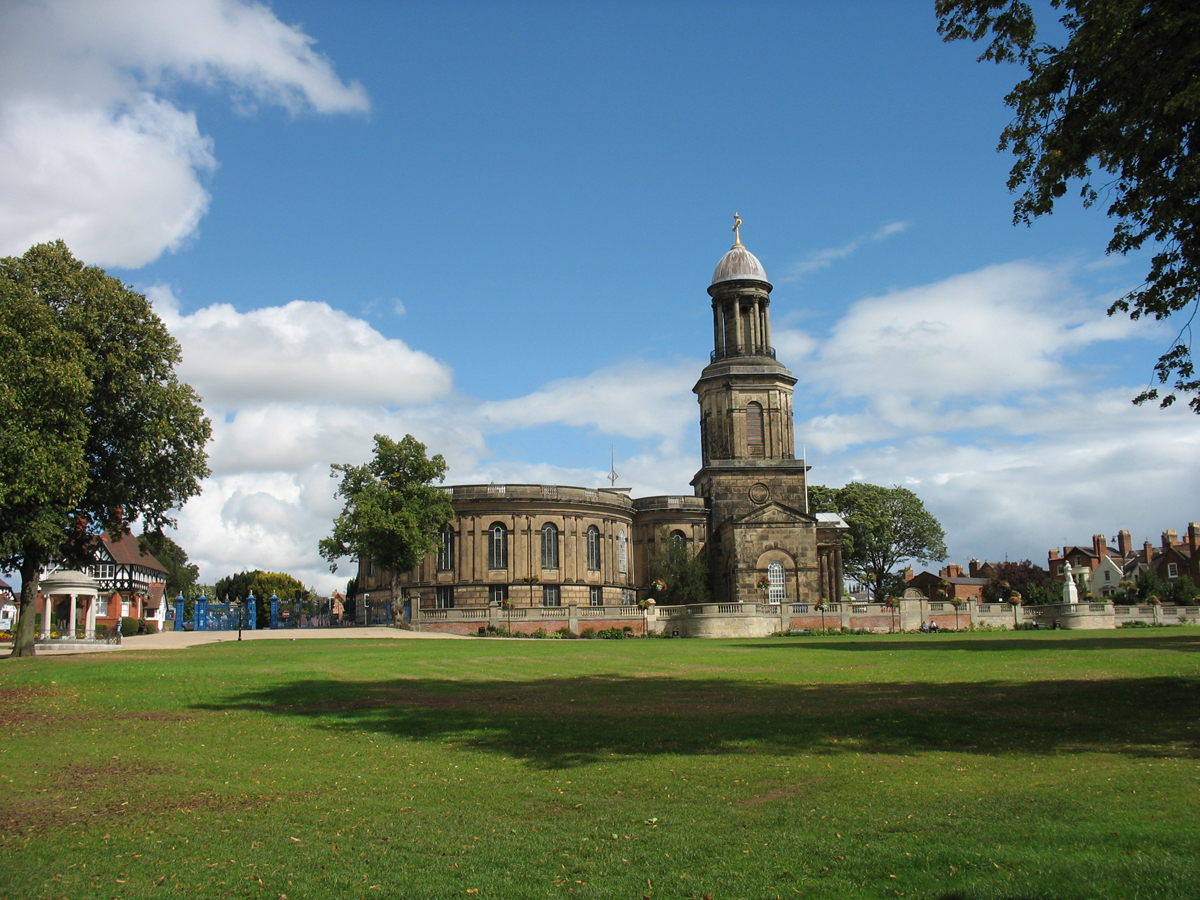
L'église de St. Chads et Quarry.
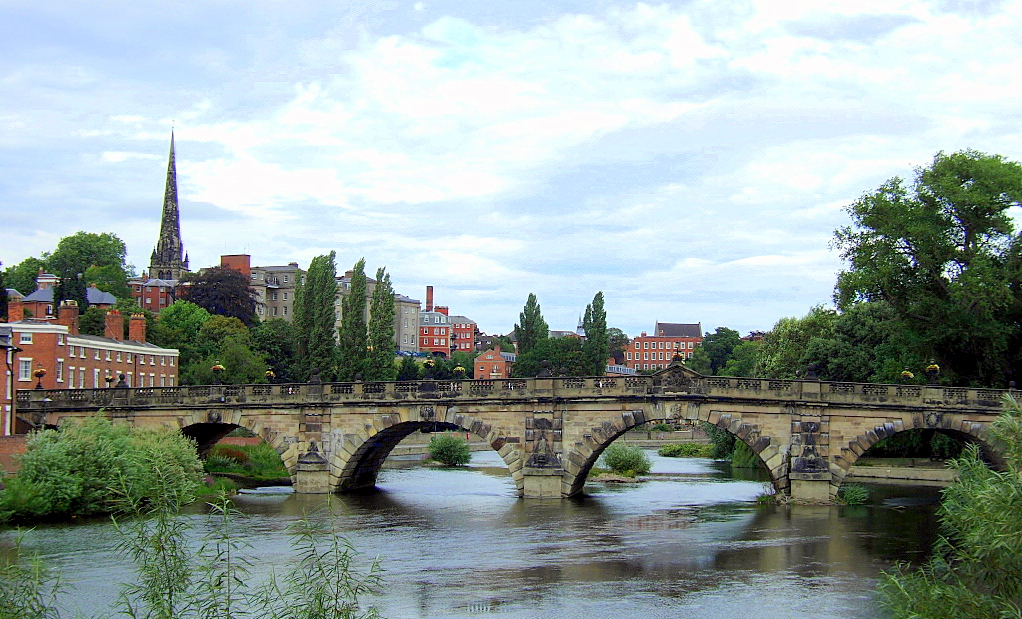
Le English Bridge sur la Severn.

## Jumelages
- Zutphen (Pays-Bas), officiellement depuis 1977, mais les premières intentions remontent à octobre 1945, lorsque le maire de Shrewsbury, Harry Steward, manifesta l'intention de faire « adopter » la ville néerlandaise sévèrement éprouvée pendant la Seconde Guerre mondiale, en souvenir de la blessure mortelle reçue en 1586 par Sir Philip Sidney, résident célèbre de Shrewsbury, lors de la bataille de Zutphen contre l'occupant espagnol.